# Rijksweg 79
Rijksweg 79 (A79) is een autosnelweg in het zuiden van de provincie Limburg (Nederland), die de steden Maastricht en Heerlen met elkaar verbindt. De weg is oorspronkelijk door de provincie aangelegd als S15, waarmee werd gestart in 1969 en in de loop van 1970 is de weg opengesteld. De weg is in eerste instantie als provinciale weg S15 ontworpen. Later is hij opgewaardeerd tot autosnelweg. In de jaren tachtig is de weg door het Rijk overgenomen. 
In 1978 is de S15 tussen de N281 en de grens van Heerlen en Voerendaal afgebroken en vervangen door de A78 tot de Bergseweg in Voerendaal. In 1979 is het stuk tussen Voerendaal en Maastricht gebouwd, toen werd de naam A78 vervangen door de A79.
De A79 verbindt de A2 bij knooppunt Kruisdonk met de A76 bij knooppunt Kunderberg met elkaar. Doordat beide knooppunten oorspronkelijk uiterst onvolledig zijn uitgevoerd was het geruime tijd onmogelijk om de A79 vanuit het noorden van Nederland te bereiken zonder daarvoor de snelweg te moeten verlaten.
De A79 is een landschappelijk bijzondere snelweg. Van Maastricht naar Heerlen loopt de weg tot aan Valkenburg langs de rand van het Geuldal. Bij Valkenburg voert de weg over het Dalviaduct Strabeek. Uniek in Nederland, maar met 23 meter hoogte niet vergelijkbaar met die in bijvoorbeeld de Belgische Ardennen. De weg heeft verder nog enkele beklimmingen en afdalingen, met hier en daar een blik op het Limburgse Heuvelland. Bij knooppunt Kunderberg (bij Voerendaal) gaat de A79 richting Heerlen nog door tot de volgende afrit, eindigt daar vervolgens met een stuk waar wegens geluidshinder maar 80 is toegestaan en gaat verder als een gemeentelijke 50-weg binnen de bebouwde kom van Heerlen.
Onder beheer van de provincie week de weg op een aantal punten af van de overige snelwegen in het Nederlandse wegennet. De weg was niet genummerd, er stonden geen ANWB praatpalen, de afstand tussen de bewegwijzering bij afritten week bij de meeste afritten af van de standaard, er was nauwelijks vangrail aanwezig en elke op- en afrit was voorzien van lichtmasten, die liepen vanaf het begin van de invoegstrook tot het einde van de op- en afritten. Na overname door het Rijk kreeg de weg een nummer toegewezen, het eerste nog vrije nummer in de bestaande A-reeks. In de jaren na overname door het Rijk werd de weg voorzien van vangrail en praatpalen en werden de lichtmasten verwijderd.
Voorheen was het in beide richtingen mogelijk om ter hoogte van Klimmen en Valkenburg bij naamloze verzorgingsplaatsen, uitsluitend voorzien van een parkeergelegenheid, een tussenstop te maken. Na de overname door het rijk werden de verzorgingsplaatsen ter hoogte van Klimmen gesloten en kregen de verzorgingsplaatsen ter hoogte van Valkenburg een naam: Keelbos (zuidzijde) en Ravensbos (noordzijde). In 2004 zijn deze ondanks verzet gesloten door Rijkswaterstaat en volledig afgebroken. Zowel ter hoogte van Klimmen als Valkenburg zijn de plekken nog te herkennen. Zo is bij Klimmen het asfalt nog gedeeltelijk aanwezig.
Ter hoogte van Klimmen is verder opvallend dat aan de zuidzijde de bewegwijzering van de afrit Voerendaal begint met een afstandsaanduiding van 400 meter. Borden op de reguliere afstanden 1200 en 600 meter waren voorheen niet mogelijk in verband met de aanwezige verzorgingsplaats, echter de huidige borden zijn geplaatst nadat de verzorgingsplaats ter plekke was ontmanteld. Desondanks heeft men de hierdoor vrijgekomen ruimte niet benut om de bewegwijzering te vervolmaken. Zelfs de ter plekke in 2004 geplaatste verwijzing naar de bedrijventerreinen Parkstad Limburg is nà de voormalige parkeerplaats geplaatst, op korte afstand van het 400 meter portaal.
Bij de voormalige parkeerplaats Keelbos heeft men afritborden bijgeplaatst om de aanduiding van de afrit Hulsberg te vervolmaken. Ander opvallend feit met betrekking tot de bewegwijzering is dat aan de zuidzijde de borden van de afrit Klimmen jarenlang geen van alle voorzien waren van een afstandsaanduiding. Dit is in mei of juni 2008 rechtgezet. Op het eerste portaal is een "300 m" aanduiding bijgeplaatst.
Knooppunt Kruisdonk is bij aanleg van de A79 gerealiseerd. Knooppunt Kunderberg is pas in 1979 aangelegd, en bestond in eerste instantie slechts uit de verbinding Maastricht-Aken. In de jaren 80 volgde de verbinding Aken-Maastricht. Voordien moest het verkeer tussen Aken en Maastricht gebruikmaken van de N281.
Nadat de maximumsnelheid enkele jaren 120 km per uur is geweest, is deze door Rijkswaterstaat per 1 augustus 2017 verlaagd naar 100 km per uur. Dit is gedaan omdat de weg door achterstallig onderhoud in slechte staat verkeert. Ook voldoet de weg niet meer aan de huidige eisen. Zo ontstaat er bij regenbuien al snel aquaplaning en hierdoor zijn er in het recente verleden al ernstige ongevallen gebeurd. Het groot onderhoud, waarbij onder andere het asfalt over het gehele traject wordt vervangen door zoab (zeer open asfalt beton), heeft in 2020 of 2021 plaatsgevonden. Provincie Limburg tekent hiertegen bezwaar aan en gaat met Rijkswaterstaat in overleg om het groot onderhoud eerder te kunnen laten uitvoeren. De verlaging van de maximumsnelheid zou tijdelijk tot 1 mei 2018 van kracht zijn. Rijkswaterstaat heeft aangegeven dat de beperking tot 100 km per uur ook na het uitvoeren van het groot onderhoud van kracht blijft.

## Aanpassingen Kruisdonk en Kunderberg
Bij Kruisdonk zijn de verbindingen Eindhoven-Maastricht en Maastricht-Eindhoven gerealiseerd middels respectievelijk een bypass en een lus als onderdeel van de Koning Willem-Alexandertunnel in Maastricht en de daarbij behorende infrastructurele aanpassingen in de omgeving. Hiermee is een volledige omleidingsroute gerealiseerd vanaf knooppunt Kerensheide naar Heerlen, over de A2 en de A79, in geval van calamiteiten of onderhoud op de A76 tussen Kerensheide en Heerlen.
Rijkswaterstaat heeft deze werkzaamheden in de zomer van 2012 gestart. De nieuwe bypass en lus zijn volgens planning eind 2013 opengesteld voor het verkeer.

## Ontsluiting Valkenburg aan de Geul
Daarnaast heeft de gemeente Valkenburg enkele jaren geijverd voor de aanleg van een nieuwe afrit bij het dalviaduct voor verkeer uit de richting Heerlen. De gemeente hoopt dat door het completeren van het op- en afrittencomplex bij het viaduct er minder doorgaand verkeer door het toeristenstadje zal gaan. In het voorjaar van 2011 is de aanleg hiervan gestart en in juli 2011 is deze afrit opengesteld voor het verkeer.

## Aantal rijstroken
| Traject                                    | Aantal rijstroken | Maximumsnelheid |
| ------------------------------------------ | ----------------- | --------------- |
| Knooppunt Kruisdonk - Snelwegeinde Heerlen | 2×2               | 100 km/h        |